# Algebra Cuntza
Algebra Cuntza – dla danej liczby naturalnej {\displaystyle n\geqslant 2,} uniwersalna C*-algebra, oznaczana symbolem {\displaystyle {\mathcal {O}}_{n},} generowana przez elementy {\displaystyle S_{1},\dots ,S_{n}} spełniające relacje
{\displaystyle S_{i}^{*}S_{j}=\delta _{ij}I\;\;(i,j\leqslant n),\;\;\;\sum _{i=1}^{n}S_{i}S_{i}^{*}=I,}
przy czym symbol {\displaystyle \delta _{ij}} oznacza deltę Kroneckera. Algebry te zostały skonstruowane przez Joachima Cuntza.
Algebry Cuntza {\displaystyle {\mathcal {O}}_{n}} są ośrodkowe, nuklearne i proste. Dla danej liczby {\displaystyle n\geqslant 2} zachodzi
{\displaystyle K_{0}({\mathcal {O}}_{n})=\mathbb {Z} _{n-1}.}
Ponieważ K-teoria jest niezmiennikiem izomorficznym, dla {\displaystyle m\neq n} algebry {\displaystyle {\mathcal {O}}_{n}} i {\displaystyle {\mathcal {O}}_{m}} nie są izomorficzne.